# Canadian Music Hall of Fame
Die Canadian Music Hall of Fame ist eine Ruhmeshalle und ein Museum in Calgary (Alberta), das die kommerziell erfolgreichsten und zugleich einflussreichsten Vertreter der kanadischen Musikszene würdigen soll. Die Aufnahme neuer Mitglieder erfolgt seit 1978 jährlich im Rahmen der von der Canadian Academy of Recording Arts and Sciences (CARAS) vergebenen Juno Awards. Das Museum befindet sich im National Music Centre in der Innenstadt von Calgary.

## Mitglieder

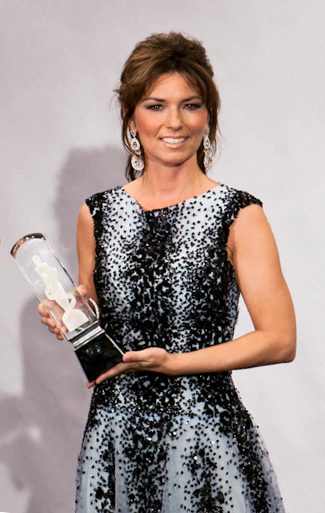
Shania Twain mit ihrem Juno Award für die Aufnahme in die Canadian Music Hall of Fame (2011)

- 1978 – Guy Lombardo, Oscar Peterson
- 1979 – Hank Snow
- 1980 – Paul Anka
- 1981 – Joni Mitchell
- 1982 – Neil Young
- 1983 – Glenn Gould
- 1984 – The Crew-Cuts, The Diamonds, The Four Lads
- 1985 – Wilf Carter
- 1986 – Gordon Lightfoot
- 1987 – The Guess Who
- 1988 – keine Aufnahme
- 1989 – The Band
- 1990 – Maureen Forrester
- 1991 – Leonard Cohen
- 1992 – Ian and Sylvia
- 1993 – Anne Murray
- 1994 – Rush
- 1995 – Buffy Sainte-Marie
- 1996 – David Clayton-Thomas, Denny Doherty, John Kay, Domenic Troiano, Zal Yanovsky
- 1997 – Gil Evans, Lenny Breau, Maynard Ferguson, Moe Koffman, Rob McConnell
- 1998 – David Foster
- 1999 – Luc Plamondon
- 2000 – Bruce Fairbairn
- 2001 – Bruce Cockburn
- 2002 – Daniel Lanois
- 2003 – Tom Cochrane
- 2004 – Bob Ezrin
- 2005 – The Tragically Hip
- 2006 – Bryan Adams
- 2007 – Bob Rock
- 2008 – Triumph
- 2009 – Loverboy
- 2010 – April Wine
- 2011 – Shania Twain
- 2012 – Blue Rodeo
- 2013 – k.d. Lang
- 2014 – Bachman-Turner Overdrive
- 2015 – Alanis Morissette
- 2016 – Burton Cummings
- 2017 – Sarah McLachlan
- 2018 – Barenaked Ladies, Steven Page
- 2019 – Corey Hart, Andy Kim, Bobby Curtola, Chilliwack, Cowboy Junkies
- 2021 – Jann Arden
- 2022 – Deborah Cox
- 2023 – Nickelback